# Даріко (фільм, 1936)
«Даріко» (груз. «დარიკო») — грузинський радянський чорно-білий художній фільм 1936 року, перший фільм кінорежисерів Михайла Чіаурелі й Сіко Долідзе.

## Сюжет
Історичний фільм про повстання селян проти гніту поміщиків.

## Актори
- Тамара Цицішвілі — Даріко
- Нуца Чхеідзе — Бабале
- Серго Закаріадзе — Сімона
- Н. Анджапарідзе — Гігоя
- Шалва Гамбашидзе — Давіті
- Акакій Хінідбідзе — Тітіко
- Олександр Жоржоліані — Мосе
- Петре Морський — в'язень
- А. Шонія — зрадник
- І. Агасов — керівник району
- Е. Імерелі — поліцейський
- Заалі Теришвілі — урядник